# 錫良
錫良（しゃくりょう、シリャン、満洲語: ᠰᡳᠯᡳᠶᠠᠩ、転写：siliyang）は清末の政治家。総督などの地方官を歴任した人物で、特に西南部と東北部において、政治・軍事・産業の近代化の基盤を築き上げた。姓はバヨト氏（Bayot hala、巴岳特氏）。字は清弼。モンゴル人。蒙古鑲藍旗の人。

## 事跡
光緒元年（1874年）、甲戌科進士となる。各地の知県・知州・知府・道員を歴任した後、光緒24年（1898年）、山西按察使となる。翌年、湖南布政使に遷る。同年9月に湖南巡撫、光緒26年（1900年）に山西巡撫、翌年に湖北巡撫（赴任せず）と歴任した。同年5月、東河河道総督に遷り、光緒28年（1902年）2月、河南巡撫となり、同年5月、熱河都統となった。
光緒29年（1903年）4月、署四川総督に昇進し、翌年に正式に四川総督に任命された。光緒33年（1907年）2月に雲貴総督に遷った。宣統元年（1909年）2月、欽差大臣に任命され、さらに東三省総督兼管三省将軍事に遷った。翌年、他省の総督・巡撫らと共に、内閣の組織、国会の開設を清朝中央に電文で要請した。宣統3年（1911年）4月、病により辞任、休養した。同年11月、再び熱河都統に任じられたが、民国元年（1912年）1月、辞任した。総督として任じられていた間に、錫良は各任地で政務に辣腕を振るい、政治・軍事・産業の近代化の基盤を築き上げ、民国以後にも影響を与えた。
民国6年（1917年）、病没。享年65。